# Ramal de Montijo
El Ramal de Montijo, conocido inicialmente como Ramal de Aldeagalega o Ramal de Aldeia Galega, debido a la antigua designación de la localidad del Montijo, fue un tramo ferroviario, en ancho ibérico, que unía Pinhal Novo a Montijo, en Portugal; fue inaugurado en 1908 y cerrado en 1989.

## Características

### Trayecto y vestigios del Ramal
La vía partía de Pinhal Novo por el Noroeste, recorriendo el límite urbanizado y describiendo una larga curva al Norte y noreste, y seguía después paralelamente a la Calle 1.º de mayo y a continuación a la EN252, donde vuelve a girar hacia el Noroeste hasta Jardia. Entraba en el Montijo siguiendo en paralelo la Calle Vasco da Gama, virando después al Oeste hasta llegar a la estación. De esta subsiste el depósito de agua.

### Movimiento de pasajeros y mercancías
Este ramal fue utilizado por composiciones de mercancías, como el transporte de ganado, especialmente porcino, hasta la Estación de Montijo. A partir del 30 de mayo de 1933, la Compañía de los Caminhos de Ferro Portugueses pasó a transportar los pasajeros por autobuses en este ramal, contando apenas con dos composiciones diarias de mercancías.

## Historia

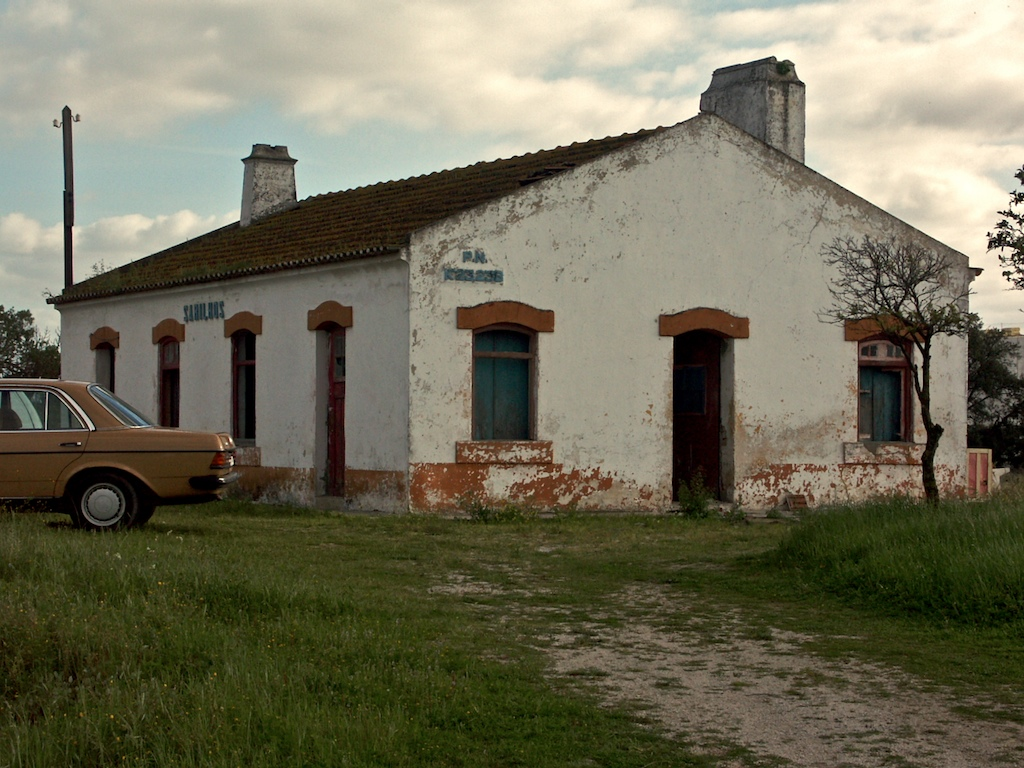
Apeadero de Sarilhos.

### Antecedentes
Los primeros planos para la construcción del Ferrocarril del Sur, que haría la conexión entre el Margen Sur del Río Tajo y el Alentejo, preveían que el terminal ferroviario, con conexión fluvial a Lisboa, sería instalado en la localidad de Aldea Galega do Ribatejo (antigua designación de Montijo); no obstante, debido a varias dificultades técnicas en construir un muelle fluvial en este lugar, el punto inicial de la conexión ferroviaria del Alentejo fue trasladado a Barreiro, donde las condiciones eran más favorables.

### Planificación, construcción e inauguración
Este ferrocarril fue construido en un régimen especial, sin recurrir al Fondo Especial de Ferrocarriles, un órgano gubernamental cuyo objetivo era financiar obras ferroviarias; en vez de esto, fue la propia Cámara Municipal de Aldeia Galega quien pidió un préstamo para este proyecto, siendo autorizado a tal por un decreto del 7 de junio de 1907. La cantidad solicitada fue de 83.000$000, con intereses de 7,5%, destinado únicamente a la construcción, quedando la alcaldía dispuesta a pagar la diferencia entre el rendimiento bruto anual del Ramal, incluyendo los impuestos, y el valor de los intereses y de las amortizaciones.
La inauguración de este camino de hierro se produjo el 4 de octubre de 1908, habiendo tenido, desde el principio, mucho movimiento, por lo que la alcaldía pudo pagar la totalidad del préstamo, que fue autorizado por un decreto de 1 de mayo de 1911.

## Cierre y conversión en autopista
La circulación en el Ramal fue suspendida en 1989.
En julio de 2002, se preveía que la Cámara Municipal de Palmela firmase un acuerdo con la Red Ferroviaria Nacional, para la instalación de la Autopista de Pinhal Novo, en el antiguo Ramal de Montijo; este proyecto, que sería implementado por la transportista, con el apoyo de la alcaldía, consistía en la construcción de una zona de ocio, para medios de transporte no motorizados, entre la Calle Luís de Camões, en Pinhal Novo, hasta la frontera de la parroquia, de forma que revitalizase aquellas zonas.